# Gustavo Adolfo Espina Salguero
Gustavo Adolfo Espina Salguero (* 26. November 1946 in Horcones, Jutiapa; † 23. Oktober 2024) war vom 1. bis zum 5. Juni 1993 Präsident von Guatemala.

## Leben

### Amtseinführung
Am 14. Januar 1991 ernannte Präsident Jorge Antonio Serrano Elias Gustavo Adolfo Espina Salguero zu seinem Stellvertreter. Sein Vorgänger im Amt des Stellvertreters war Roberto Carpio Nicolle. Jorge Serrano hatte das Amt vorher dem Unternehmer Francois Berger Dorión angeboten, welcher es ablehnte.

### Räumung der Plaza Mayor
Im Juni 1992 war Serrano auf einer Asienreise und Espina war geschäftsführender Präsident. Am 15. Juni 1992 wurde die Finca Cajolá im Altiplano von Quetzaltenango von etwa 500 landlosen Familien geräumt. Etwa 400 Manzanas (280 Hektar), Mais Milpa, welche sie angesät hatten, wurden durch die Sicherheitskräfte verbrannt. Die Landlosen marschierten daraufhin zu Fuß nach Guatemala-Stadt um für eine Lösung ihrer wirtschaftlichen Situation zu demonstrieren. Am 22. Juli 1992 um 17:20 wurde die Plaza Mayor auf Weisung von Espina von Sicherheitskräften gewaltsam geräumt. Nach Zeitungsberichten wurden dabei 20 Personen krankenhausreif geprügelt, 60 Personen wurden durch den Einsatz von Tränengas verletzt. Der Bauer Natalio González blieb vermisst. Nach Angaben der Landlosen wurden 53 Personen schwer verletzt aber nur 23 wagten sich in ein Krankenhaus aus Angst vor Repressalien. 15 Personen waren verschwunden. Am 23. Juli 1992 empfing Espina eine Delegation der Landlosen.

### Serranazo
Am 25. Mai 1993 verkündete Serrano den Ausnahmezustand und putschte gegen die rechtsstaatlichen Institutionen. Dabei wurde er von Espina unterstützt. Nachdem Serrano am 1. Juni durch die Armeeführung zur Rücktritt veranlasst worden war, sollte Espina nach dem Willen der Armeeführung Präsident werden. Das Regierungskabinett trat mit Ausnahme von García Samayoa und dem Innenminister Francisco Perdomo Sandoval am 3. Juni zurück. Am selben Tag wurden Untersuchungsverfahren gegen Serrano, Espina und Perdomo wegen Verfassungsbruch, Amtsmissbrauch und Unterschlagung eröffnet. Am 5. Juni 1993 erklärte das Parlament den Posten des Präsidenten und seines Stellvertreters für unbesetzt und beauftragte Ramiro de León Carpio mit dem Präsidentenamt für die verbleibende Amtsperiode von Serrano bis 14. Januar 1996.
Die UNRG-Guerilla verkündeten einen einseitigen Waffenstillstand und der US-Kongress stimmte für eine Wiederaufnahme der Militärhilfe, als Zeichen des guten Willens.
Serrano verbrachte die beiden folgenden Jahre in Costa Rica im Exil. 1995 kehrte er nach Guatemala zurück, musste eine Nacht im Gefängnis verbringen und wurde auf Kaution entlassen.
Am 20. Dezember 1995 wurde auf ein Fahrzeug mit seinen beiden Kindern in der Zona 10 in Guatemala-Stadt geschossen. Wegen seiner Beteiligung am Putsch musste er sich vor Gericht verantworten. Am 22. Juli 1997 verurteilte ihn ein Gericht zu einer Geldstrafe 7.300 Quetzales (damals rund 2000 DM), die binnen vier Jahren in 16 Raten zu 500 Quetzales zu zahlen war. Nach dem Prozess betrieb Espina ein Bekleidungs- und ein Maklerunternehmen.